# Helsinki Halli
Die Helsinki Halli ist eine Multifunktionshalle im Stadtteil Pasila der finnischen Hauptstadt Helsinki. Die Arena war zwischen 1997 und 2022 die Heimspielstätte des Eishockeyclubs Jokerit Helsinki. Die Halle wurde 1997 eröffnet und hat eine elliptische Form, ist 133 Meter lang, 103 Meter breit und 32,5 Meter hoch. Der Sponsorpartner war bis zum März 2022 mit Hartwall einer der größten Getränkehersteller des Landes. Bis Januar 2014 trug die Halle den Namen in finnischer Schreibweise Hartwall Areena.

## Geschichte
Den Anstoß für den Bau der Halle lieferte der finnische Geschäftsmann Harry Harkimo, der auch am Bau der Hamburger Color Line Arena (heute: Barclays Arena) beteiligt war. Die Hartwall Arena wurde in der Nähe des Bahnhofs Pasila und des Messezentrums Messukeskus errichtet. Die nach Norden führenden Bahngleise umschließen die Halle. Die Mehrzweckarena wurde pünktlich zur Eishockey-Weltmeisterschaft der Herren 1997 fertiggestellt und offiziell am 11. April 1997 eröffnet. Das erste Konzert gaben die Beach Boys einige Tage später am 17. April. Zehn Jahre später war die Arena Austragungsort des Eurovision Song Contest 2007, für den in der Nähe zusätzlich ein Pressezentrum errichtet worden ist.
Bis 2014 bot die Halle bei Eishockeyspielen 13.665 Sitzplätze an. Durch die neuen Abmessungen für die Spielfläche in der Kontinentalen Hockey-Liga sank die Kapazität auf 13.349 Zuschauern. Die Halle kann für andere Veranstaltungen umgebaut werden. Bei Leichtathletikveranstaltungen beträgt die Kapazität noch ungefähr 10.000 Besucher, bei Konzerten 12.000 bis 15.000 und als Amphitheater bei 3000 bis 5000 Zuschauern. Die Halle wird außerdem für Kongresse verwendet. An die Hartwall Arena ist ein mehrstöckiges Parkhaus angeschlossen, das Platz für 1391 Fahrzeuge bietet. Außerdem gelangt man über einen Aufzug unter die Erde, wo sich eine Trainingseisfläche befindet, die in einen Felsen hineingebaut wurde. Hinter ihr befindet sich ein abgesperrter Raum für Gymnastik.
Harry Harkimo stellte 2011 Pläne für den Bau eines Hochhausgebäudes namens Leijonatorni (deutsch „Löwenturm“, nach dem Spitznamen der finnischen Eishockeynationalmannschaft) mit 35 Stockwerken und 120 Metern Höhe auf dem Gelände der Arena vor. Das Projekt soll rund 150 Mio. Euro kosten.
2013 erwarb das Veranstaltungsmanagementunternehmen Arena Events Oy, mit dessen Besitzer Gennadi Timtschenko und den Brüdern Arkadi und Boris Rotenberg, die Halle. Roman Rotenberg, Sohn von Boris Rotenberg, übernahm als CEO der Arena Events Oy im Oktober 2014 die Mehrheit von 50,5 Prozent an dem Arenabesitzer.
Nach dem russischen Überfalls auf die Ukraine beendete Hartwall im Zuge der Sanktionen gegen die russischen Besitzer das Sponsoring und ließ am 2. März 2022 sämtliche Namensschilder von der Fassade der Arena entfernen. Ebenfalls am 2. März wurde die Helsinki Halli als Spielort der Eishockey-Weltmeisterschaft der Herren 2022 gestrichen. Als Ersatzspielstätte wurde die Helsingin Jäähalli ausgewählt. Seither steht die Halle leer.
Ende Februar 2025 übernahm ein Konsortium um die Trevian Asset Management Oy die Halle. Im Zuge dessen schloss das Medienunternehmen Live Nation einem Pachtvertrag über 20 Jahre ab, um die seit 2020 geschlossene Halle wieder in Betrieb zu nehmen.

## Veranstaltungen
Neben den Sportveranstaltungen wurde die Arena für Konzerte, Shows, Versammlungen usw. genutzt.

## Galerie

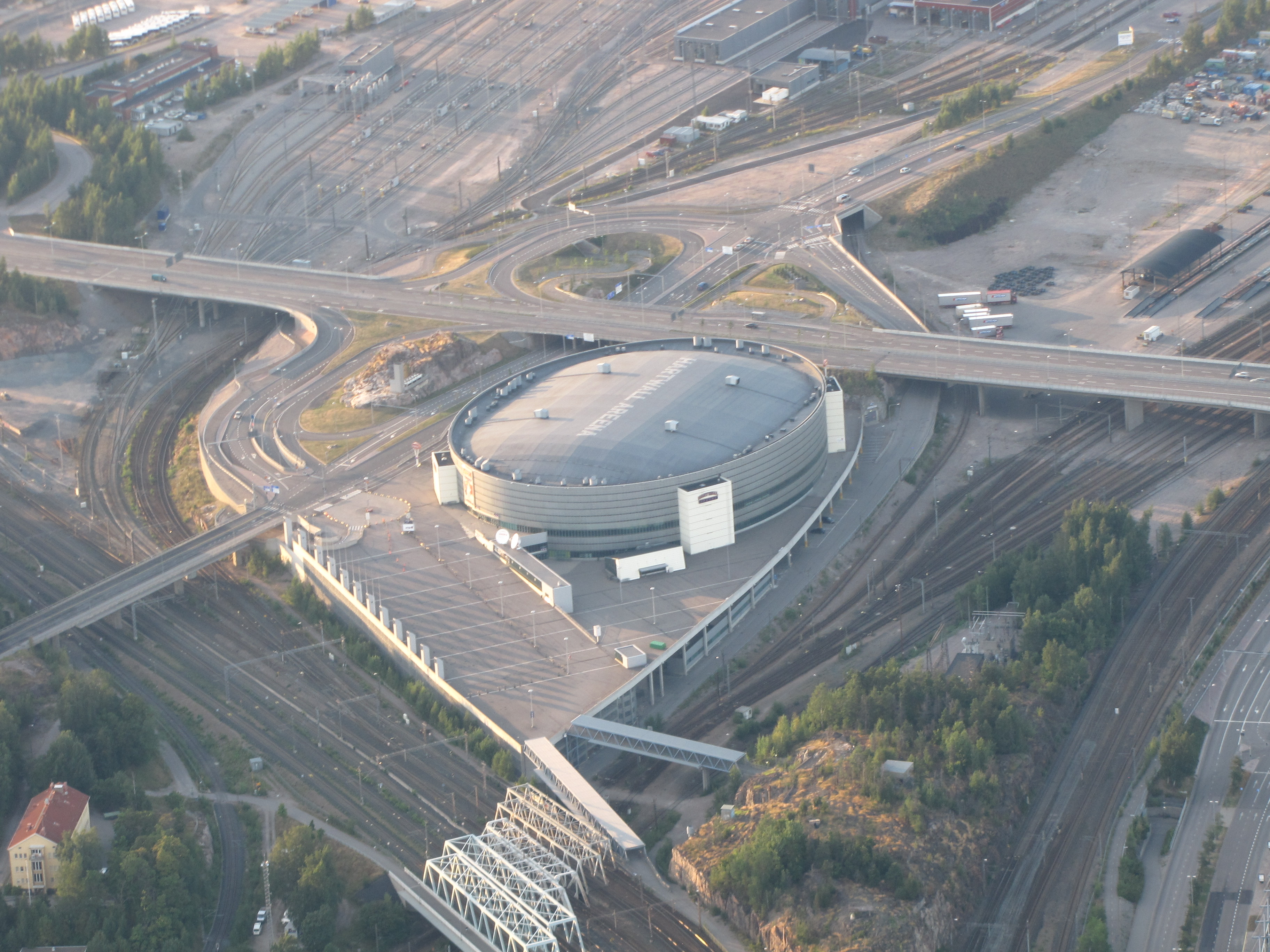
Luftbild
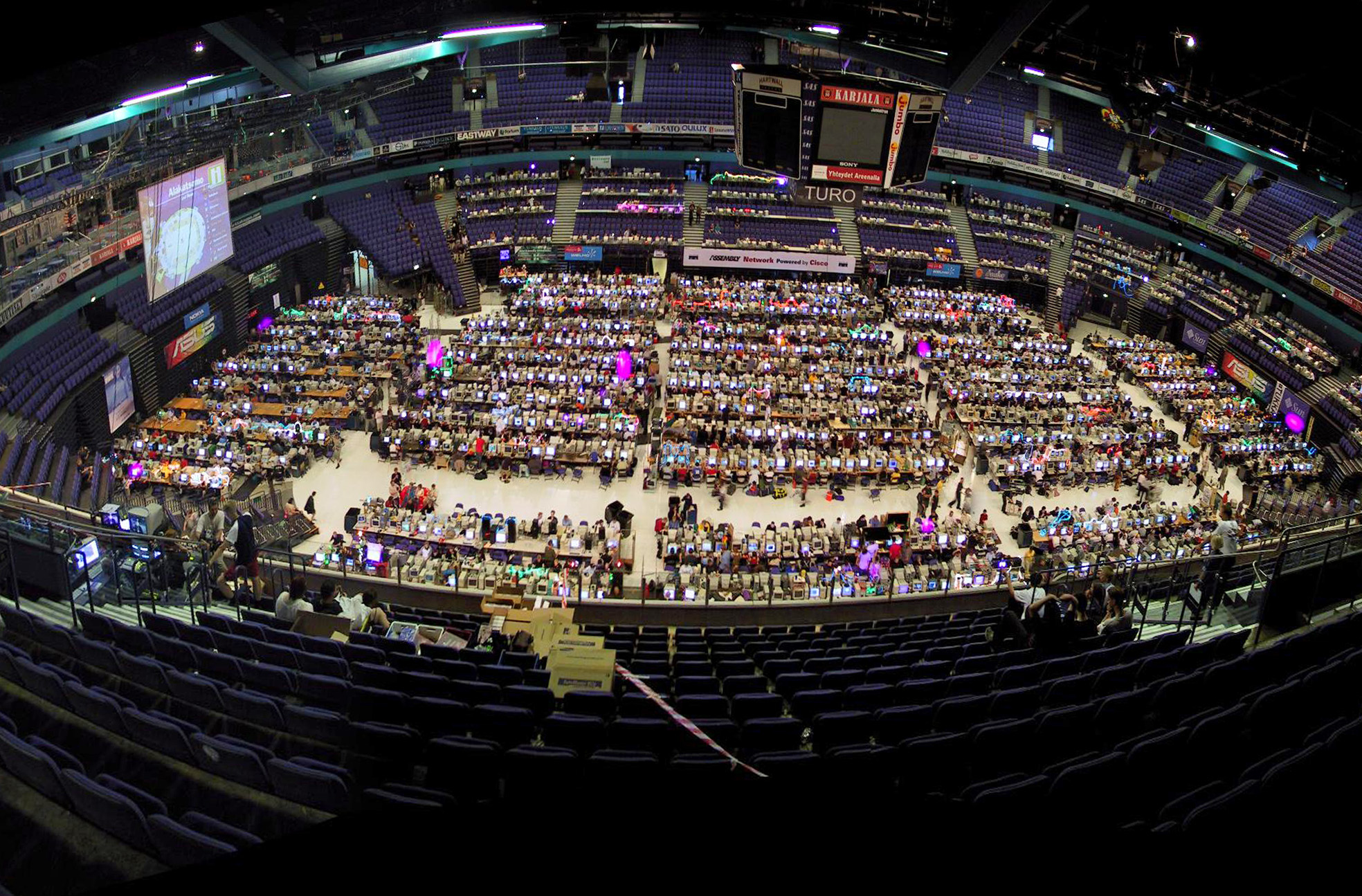
Die Demoparty Assembly 2002 in der Helsinki Halli
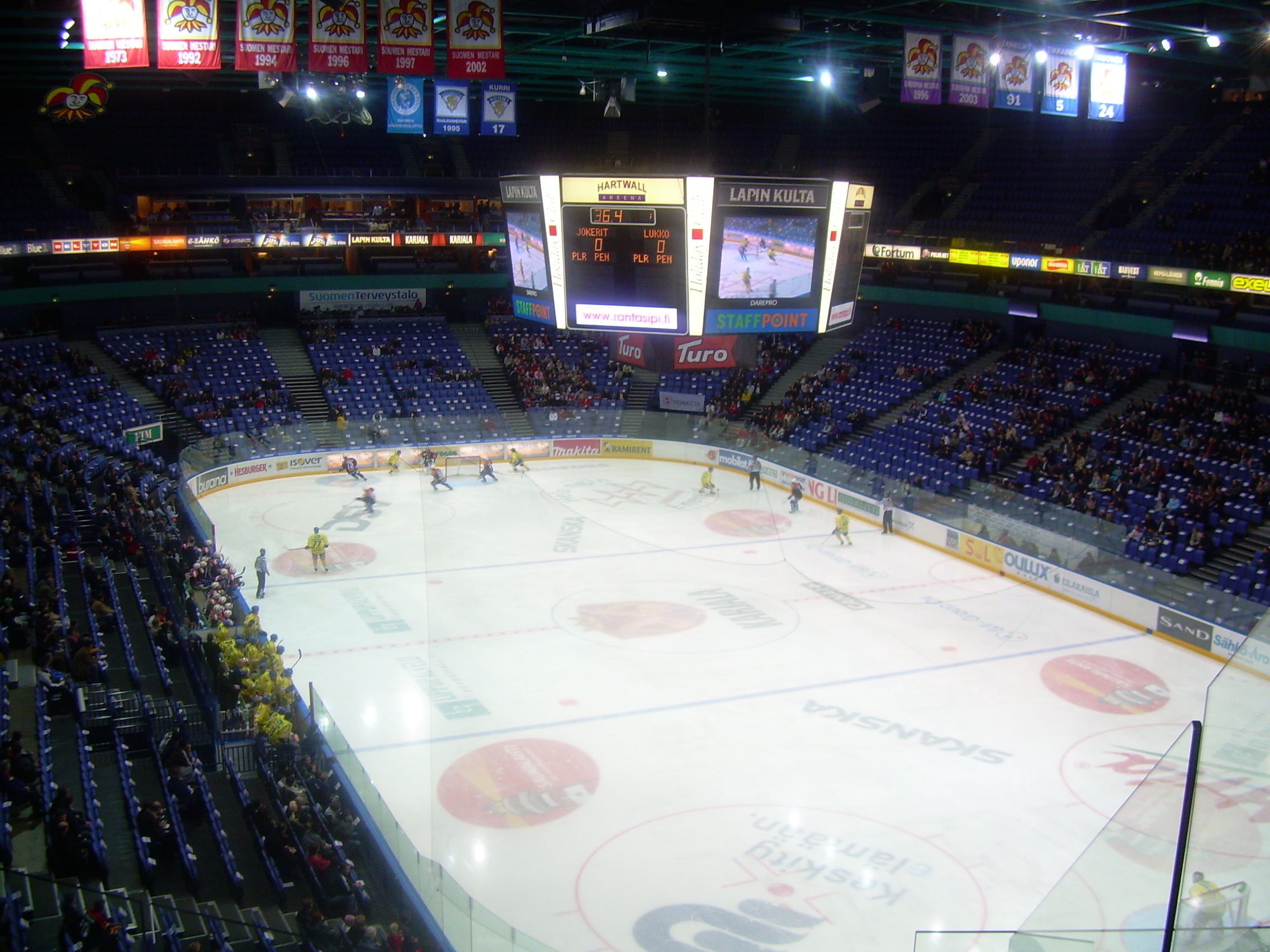
Die Helsinki Halli mit Eisfläche
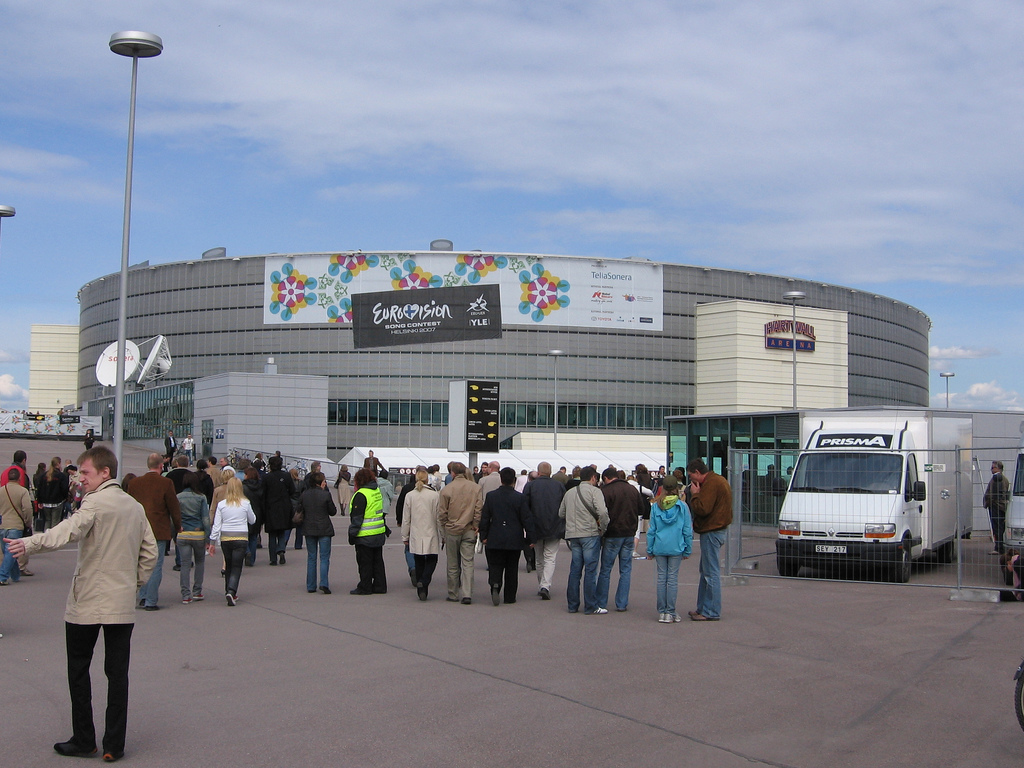
Die Arena während des Eurovision Song Contest 2007
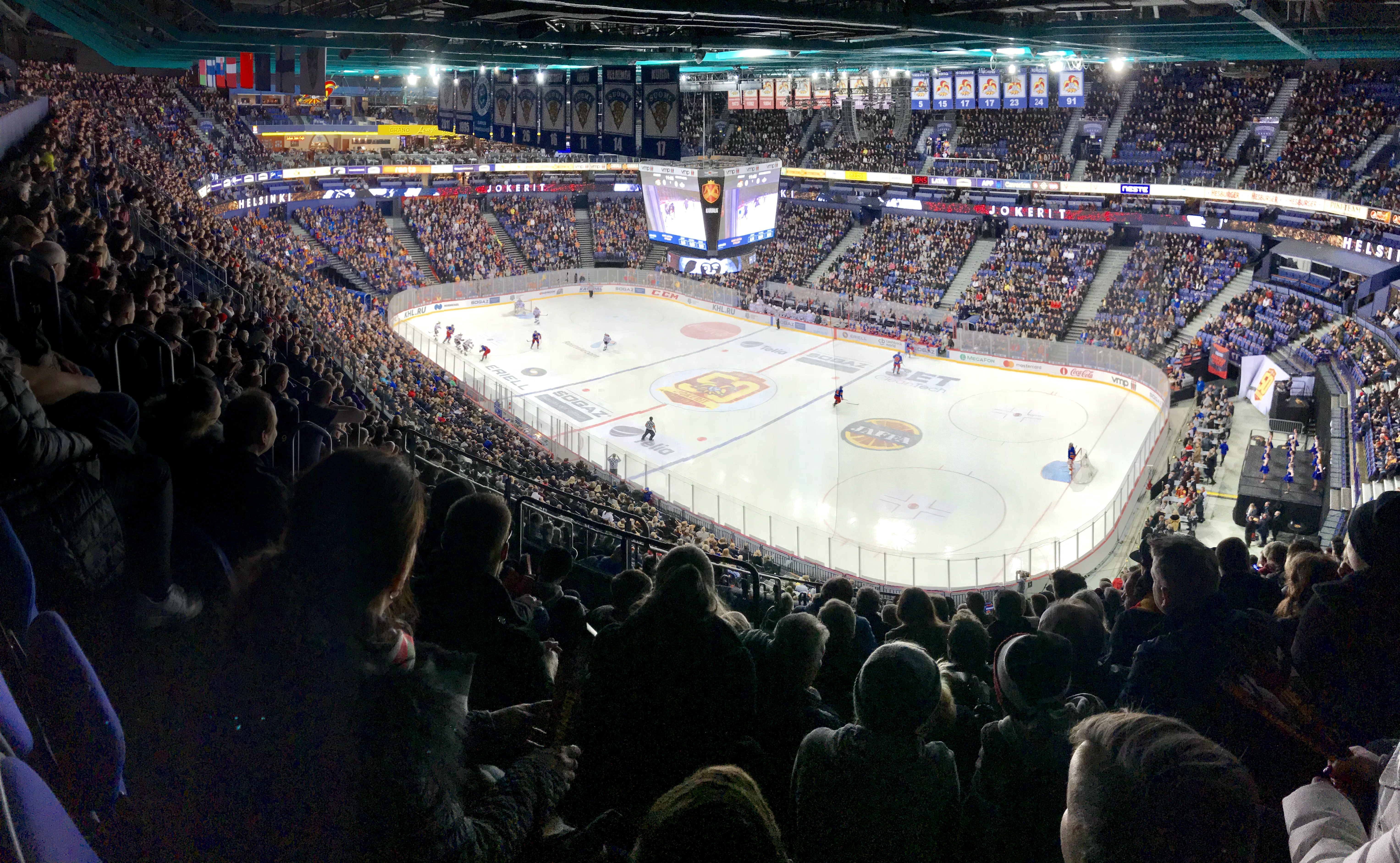
KHL-Spiel in der Helsinki Halli 2018
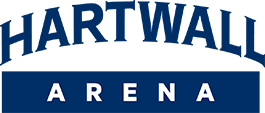
Logo der Hartwall Arena bis 2022